# 浅沼廣幸
浅沼 廣幸（あさぬま ひろゆき、1950年10月5日 - ）は、日本の皮膚科医師、馬主。

## 経歴
1950年、北海道札幌市出身。北海道大学医学部を卒業したのち、1983年に浅沼皮膚科医院を千歳市に開院した。その後医療法人社団「廣仁会」を設立し、2016年に退任するまで理事長を務めた。同年末には末期のすい臓がんで余命宣告を受け、また2018年の正月には脳梗塞となったが、現在はどちらからも快復している。

### 略歴
- 1983年9月 - 浅沼皮膚科医院を開院[2]
- 1987年4月 - 医療法人社団廣仁会を設立[2]
- 2016年4月 - 廣仁会理事長を退任[2]

## 馬主活動

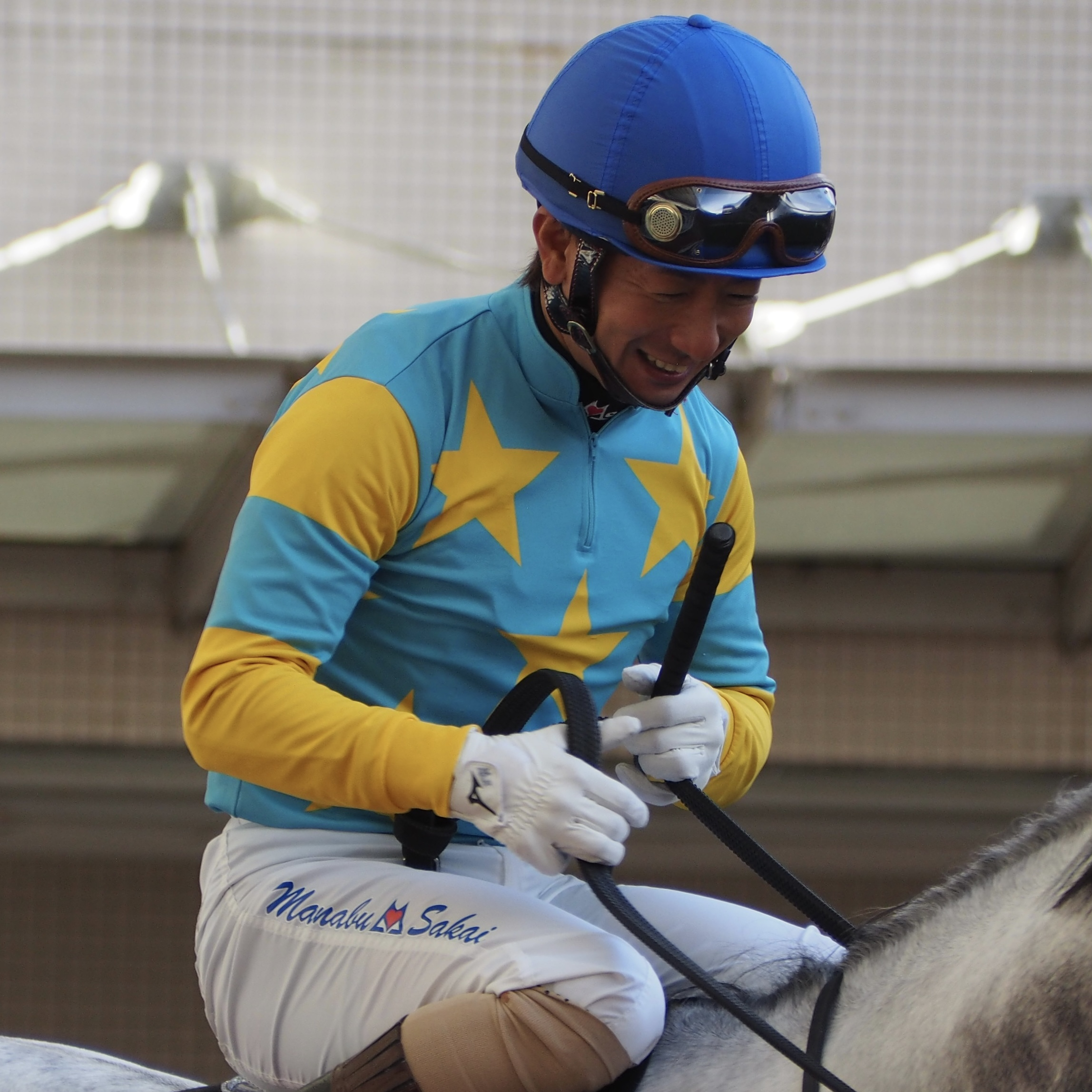
浅沼の勝負服を着用した酒井学

日本中央競馬会（JRA）に登録する馬主としても知られる。勝負服の柄は水色，黄星散，黄袖水色一本輪、冠名には医療用語で「皮膚科」を意味する「Derma」より「デルマ」を用いる。
馬名には世代ごとにシリーズを設けており、これまでは「日本の神様」「日本の妖怪」「相撲の決まり手」などのテーマから冠名と組み合わせて命名している。北海道日高町にファニーヒルファームを所有するオーナーブリーダーでもある。

### 来歴
- 1990年頃 - 馬主資格取得[注 2][1]。
- 2018年 - デルマルーヴルが兵庫ジュニアグランプリを制し、重賞初制覇。
- 2022年 - デルマソトガケが全日本2歳優駿を制し、GI級競走初制覇。

## 主な所有馬

### GI級競走優勝馬
- デルマソトガケ（2022年全日本2歳優駿、2023年UAEダービー、BCクラシック2着）

### 重賞競走優勝馬
- デルマルーヴル（2018年兵庫ジュニアグランプリ、全日本2歳優駿2着、2019年名古屋グランプリ、ジャパンダートダービー2着、2020年川崎記念3着）

### その他の所有馬
- デルマドゥルガー（2011年ジュニアカップ、クイーンカップ3着）